# Seuthesplus nigeriensis
Seuthesplus nigeriensis – gatunek kosarza z podrzędu Laniatores i rodziny Assamiidae.

## Występowanie
Gatunek występuje Nigrze.